# Пехотная дивизия «Шарнхорст»
Пехотная дивизия «Шарнхорст» (нем. Infanterie-Division "Scharnhorst") — тактическое соединение сухопутных войск вооружённых сил нацистской Германии, созданное в конце Второй мировой войны.

## История
Пехотная дивизия «Шарнхорст» была сформирована 30 марта 1945 года в 11-м военном округе во время 35-й волны мобилизации Вермахта из отдельных подразделений 340-й и 167-й пехотных дивизий народного ополчения, сапёрной школы «Дессау» и 412-й корпусной артиллерийской группы фольксштурма, а также личного состава резервных подразделений округа, в том числе частей Люфтваффе. Стрелковый батальон был сформирован на основе уцелевших сапёрных подразделений пехотной дивизии «Потсдам». Дивизия участвовала в боях в центральной Германии, и 2 мая 1945 года сдалась американским войскам близ Травемюнде.

## Почётное наименование
Дивизия была названа в честь Герхарда фон Шарнхорста (нем. Gerhard von Scharnhorst), прусского военачальника, военного теоретика и военного реформатора.

## Местонахождение
- с марта по май 1945 (Германия)

## Подчинение
- 20-й армейский корпус 12-й армии группы армий «Висла» (30 марта — 2 мая 1945)

## Командиры
- генерал-лейтенант Генрих Гёц (30 марта — 2 мая 1945)

## Состав
- 1-й пехотный полк «Шарнхорст»
- 2-й пехотный полк «Шарнхорст»
- 3-й пехотный полк «Шарнхорст»
- Артиллерийский полк «Шарнхорст»
- Сапёрный батальон «Шарнхорст»
- Противотанковый артиллерийский дивизион «Шарнхорст»
- Стрелковый батальон «Шарнхорст»
- Батальон связи «Шарнхорст»